# Glénat
Pour les articles homonymes, voir Glénat (homonymie).

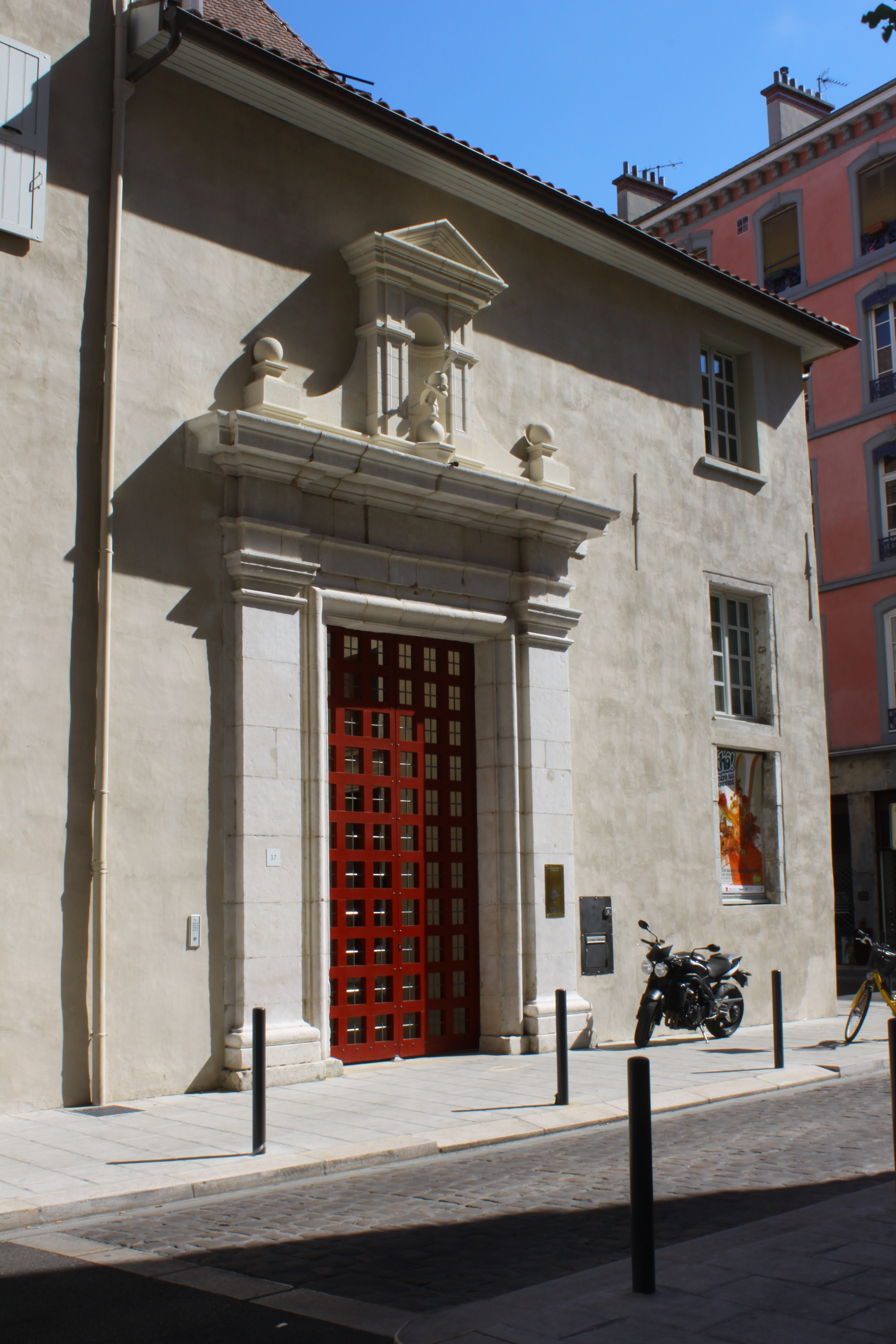
Siège des Éditions Glénat à Grenoble.

Glénat Éditions est une maison d'édition française présente dans le domaine de la bande dessinée, du comics, du manga, du beau-livre et du livre jeunesse. Elle a été fondée en 1969 à Grenoble par Jacques Glénat.

## Histoire
La maison d'édition a été fondée en 1969 à Grenoble par Jacques Glénat sous le nom officiel de « Glénat Éditions ».
En mars 2007, Glénat ouvre Glénat Québec, qui a pour objectif de trouver des auteurs québécois de BD afin de les diffuser sur le marché canadien et peut-être européen. La première apparition publique de cette division dirigée par Christian Chevrier a lieu au Salon international du livre de Québec d'avril 2007.
Depuis l'automne 2009, son siège social est situé dans le bâtiment rénové de l'ancien monastère Sainte-Cécile.
À l'occasion du Festival d'Angoulême 2012, les éditions Glénat décernent, sur le modèle des Disques d'Or, leurs premiers "Albums d'Or" comme reconnaissance du succès public d'un album vendu à plus de 100000 exemplaires (ou, pour une série, à plus d'un million d'albums vendus). Les auteurs Tébo et Zep, Sylvain Vallée, ou encore Régis Loisel, figurent parmi les premiers récipiendaires, suivis de Makyo, Julien Neel et Yslaire dans l'édition 2013, et Don Rosa en 2016.
En 2013 est créé le fonds Glénat pour le patrimoine et la création qui organise dans le couvent Sainte-Cécile des expositions et autres évènements culturels. Depuis avril 2019, le lieu abrite une collection permanente ouverte au public de 72 gravures de Rembrandt.
En octobre 2021, Glénat annonce le rachat des éditions Hugo Publishing, un autre groupe indépendant créé en 2005 par Hugues de Saint Vincent (d) et spécialisé dans la new romance, les ouvrages millésimés ou encore les livres de passion, tels le sport, l'automobile ou la musique.

## Collections

### Glénat BD
- Bulle noire
- Caractère
- Carrément BD
- Glénat Comics
- Grafica
- Humour
- Investigations
- Karma
- La Loge noire
- Patrimoine BD
- Porn'Pop
- Tchô ! la collec…
- Treize étrange
- Vécu
- Vents d'Ouest
- Zenda
- Irena
- GlénAAARG ![9],[10],[11]

### Glénat Manga
Si les Humanoïdes Associés ont été les premiers à publier un manga papier en France en 1983 avec Gen d'Hiroshima en grand format (si l'on omet la publication en indépendant de Le vent du nord est comme le hennissement d'un cheval noir en 1979 par les éditions Rolf Kesselring), ce sont les éditions Glénat qui ont démocratisé le genre en 1990 avec Akira, suivi trois ans plus tard de Dragon Ball. Longtemps leader du marché, il est aujourd'hui concurrencé par Kana, et a dû se conformer au standard d'édition de ses concurrents (traduction, tramage, etc.), plus apprécié des lecteurs.
La collection Glénat Manga édite plusieurs titres majeurs, tels que One Piece, Bleach ou Tokyo Ghoul, qui en font l'une des maisons d'édition principales du secteur.

### Glénat Comics
La collection Comics USA est créée à la fin des années 1980 et publie des traductions de comics américains édités par DC Comics ou Marvel Comics. Elle a été arrêtée à la fin des années 1990.
En 2018, Glénat signe avec l'éditeur américain Archie Comics pour pouvoir publier en France les séries de l'éditeur dont les versions de 2015 des séries Archie, Betty & Veronica, Jughead ou encore l'adaptation en comics de la série télévisée Riverdale.
La même année, la maison d'édition est confrontée à une polémique avec la publication de Petit Paul, bande-dessinée de Bastien Vivès accusée de faire l'apologie de la pédophilie. L'ouvrage est finalement retiré de la vente.

### Principales séries[Selon qui?]
- Orphelins, de Roberto Recchioni et Emiliano Mammucari
  1. Tome 1, 26 août 2015
  2. Tome 2, 7 octobre 2015
- Ghost, de Kelly Sue DeConnick et Phil Noto
  1. Tome 1, 30 septembre 2015
- The Infinite Loop, de Pierrick Colinet et Elsa Charretier
  1. Tome 1, 26 août 2015
  2. Tome 2, 21 octobre 2015
- Letter 44, de Charles Soule et Alberto Albuquerque 
  1. Tome 1, 9 juin 2015
  2. Tome 2, 12 novembre 2015
- Pretty Deadly, de Kelly Sue DeConnick et Emma Ríos
  1. Tome 1, 9 juin 2015
- Drifter, d'Ivan Brandon et Nic Klein 
  1. Tome 1, 15 avril 2015

- Lazarus, de Greg Rucka et Michael Lark
  1. Tome 1, 15 avril 2015
  2. Tome 2, 26 août 2015
- Sex criminals, de Matt Fraction et Chip Zdarsky
  1. Tome 1, 15 avril 2015
  2. Tome 2, 30 septembre 2015

- Danger Girl d'Andy Hartnell et Al. (3 volumes)  :
  1. Tome 1, 3 avril 2013 ;
  2. Tome 2, 3 juillet 2013 ;
  3. Tome 3, 12 février 2014.
- Fanboy versus Zombies de Jerry Gaylord et Sam Humphries (2 volumes) :
  1. Tome 1, 3 juillet 2013 ;
  2. Tome 2, 4 décembre 2013.
- Out There de Brian Augustyn et Humberto Ramos (2 volumes) :
  1. Tome 1, 20 novembre 2013 ;
  2. Tome 2, 12 février 2014 ;
  3. Tome 3, 2 juillet 2014.
- Wolf-Man de Robert Kirkman et Jason Howard (4 volumes) :
  1. Tome 1, 18 avril 2012 ;
  2. Tome 2, 18 avril 2012 ;
  3. Tome 3, 30 mai 2012 ;
  4. Tome 4, 4 juillet 2012.

- Récits complets
  - Furious, de Bryan J.L. Glass et Victor Santos, 9 juin 2015.
  - Absolution de Christos Gage et Roberto Viacava, 30 mai 2012.
  - Anna Mercury -  Sur le fil du rasoir de Warren Ellis et Facundo Percio, 18 avril 2012.
  - Ignition City de Warren Ellis et Gianluca Pagliarani, 18 avril 2012.
  - Marineman de Ian Churchill, 4 juillet 2012.
  - N.(3/5 sur BDThèque[14]) de Marc Guggenheim et Alex Maleev d'après Stephen King, 18 avril 2012.
  - Superstar de Kurt Busiek et Stuart Immonen, 3 avril 2013.

### Glénat Livre
- Beaux livres montagne
- Beaux livres mer
- Beaux livres patrimoine
- Collection verre et assiette

## Magazines et revues
- L'Alpe (depuis 1998)
- Le Chasse-Marée (depuis 1981)
- La GéoGraphie (en collaboration avec l'IGN et la Société de géographie)
- Circus (1975-89)
- Gomme ! (1981-84)
- Vécu (1985-1994)
- Kaméha (1994-98)
- Tchô ! (1998-2013)